# Mydasta principata
Mydasta principata là một loài bọ cánh cứng trong họ Cerambycidae.